# Епархия Цзядина
Епархия Цзядина (лат. Dioecesis Chiatimensis, кит. трад. 嘉定教區) — епархия Римско-Католической Церкви, городской округ Лэшань, провинция Сычуань, Китай. Епархия Цзядина входит в архиепархию Чунцина.

## История
10 июля 1929 года Римский папа Пий XI издал буллу «Ut spirituali», которой учредил апостольскую префектуру Ячжоу, выделив её апостольского викариата Суйфу. 3 марта 1933 года Римский пап Пий XI издал бреве «Quod divinus», которым преобразовал апостольскую префектуру Ячжоу в апостольский викариат.
9 февраля 1938 года апостольский викариат Ячжоу был переименован в апостольский викариат Цзядина (старое название города Лэшань).
11 апреля 1946 года Римский папа Пий XII издал буллу «Quotidie Nos», которой преобразовал апостольский викариат в епархию Цзядина.

## Ординарии епархии

### Ординарии Апостольской префектуры Ячжоу
- епископ Матвей Ли Жунчжао (29.10.1929 г. — 3.03.1933 г.)

### Ординарии Апостольского викариата Ячжоу
- епископ Матвей Ли Жунчжао (3.03.1933 г. — 4.08.1935 г.)

### Ординарии Апостольского викариата Цзядина
- епископ Фабиан Юй Юйвэнь (7.07.1936 г. — 1943 г.)

### Ординарии епархии Цзядина
- епископ Павел Дэн Цзичжоу (9.09.1949 г. — 10.08.1990 г.)
  - с 10.08.1990 г. по настоящее время кафедра вакантна.

#### Епископы Китайской патриотической церкви
- епископ Матвей Ло Дуси (21.09.1993 — 4.12.2009);
- епископ Павел Лэй Шиинь (29.06.2011 — по настоящее время).

## Источник
- Annuario Pontificio, Libreria Editrice Vaticana, Città del Vaticano, 2003, ISBN 88-209-7422-3
- Бреве Ut spirituali, AAS 22 (1930), стр. 128  (лат.)
- Бреве Quod divinus, AAS 25 (1933), стр. 488  (лат.)
- Булла Quotidie Nos, AAS 38 (1946), стр. 301  (лат.)